# Sesduzione
La sesduzione è il trasferimento di materiale genetico da un cromosoma batterico a un altro a seguito della coniugazione tra una cellula F' e una cellula F−; vettore del materiale è il fattore F, per cui il processo viene anche detto F-duzione.

## Meccanismo
Nel 1959, nel corso di esperimenti con i ceppi HFR di E. coli, Edward Adelberg scoprì che il fattore F può escidersi, ossia perdere il suo stato integrato, portando alla reversione allo stato F.
Durante l'escissione il fattore F porta spesso con sé diversi geni batterici adiacenti. In questo caso la cellula che possiede questo tipo di plasmide prende il nome di F'.
Un batterio F' si comporta come una cellula F+ nella coniugazione con cellule F−. Il plasmide F' può coniugare e inserire il gene che ha incorporato in un batterio ricevente F− (sesduzione), che diventa F+ e produce – a prescindere dai geni cromosomici che fanno parte del plasmide F – un diploide parziale stabile, o merozigote, dato che la cellula F− ha già un cromosoma completo.